# Dancing (Lambada)
«Dancing (Lambada)» —en español: «Bailando (Lambada)»— es una canción escrita por el compositor, cantante y productor Ferdinant Strumi, el cantante eligió a la cantante Rumana Inna para el tema debido a su popularidad y voz, la canción se utilizó en las fiestas de Rumanía y debutó en las radios del mismo país, luego se filtró la versión de estudio en Internet y alcanzó popularidad debido a que Inna en ese momento no lanzaba ni álbumes ni singles y los fanes se pensaron que esta canción sería parte de su siguiente álbum I Am The Club Rocker y sería el tercer sencillo después de Sun Is Up & Un Momento, pero no fue así la canción hasta ahora no tiene ubicación en ningún álbum y no se espera por el momento. 

## Composición
La canción está compuesta por Ferdinant Strumi y producida por el dúo Play & Win, es una canción de tipo Lambada muy similar a la de Jennifer Lopez con Pitbull, On the Floor, aunque son muy diversas una de otra, el mensaje es el mismo.

## Remezclas oficiales
1. "Dancing (Lambada)  (Radio Edit Version)" - 3:14
2. "Dancing (Lambada) (Version Remasterizada)" - 3:22

- Datos: Q5407869